# Zal

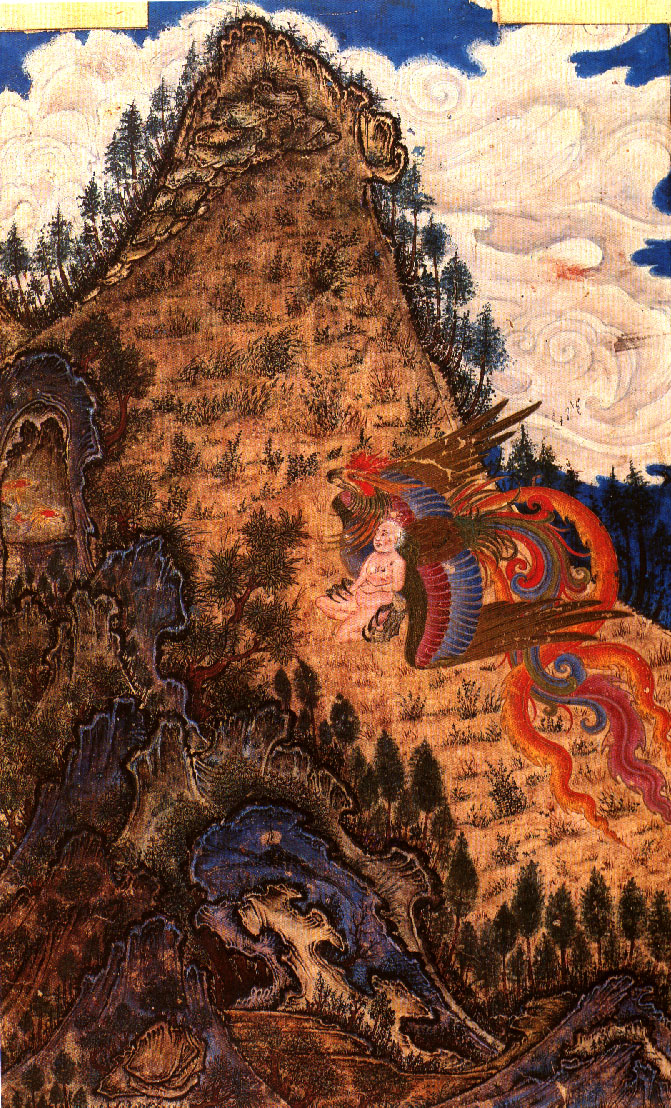
Zal en de Simurgh

Zal (Dastan) is een grote held uit de Shahnameh van de dichter Ferdowsi uit de 10e eeuw. Hij is de zoon van Sam, de zoon van Nariman, echtgenoot van Rudabeh en vader van Rostam, Zavareh (Zawara) en Shagad. Hij heeft bij zijn geboorte wit haar, een gezicht dat schijnt als de zon en een donker, zilverkleurig lichaam en wordt daarom door zijn vader verstoten. De Simurgh, die kan spreken, voedt het kind op in haar nest op de top van een hoge berg en geeft het later weer aan Sam terug. Zal is de wijze beschermer van Iran en overleeft de regeringen van de volgende sjahs: Manuchehr, Nozar, Zav, Kay Qobad, Kay Kavus, Kay Khosrow, Lohrasp en Goshtasp.
Zal wordt na zijn geboorte door zijn vader Sam verstoten om zijn witte haar en donkere, zilverkleurige lichaam. De Simurgh voedt hem op in haar nest in de bergen van Damavand. Als zijn vader Sam spijt krijgt en hem komt halen, krijgt Zal van de Simurgh twee veren, waarmee hij de grote vogel kan oproepen. Sam toont zijn zoon aan de Perzische sjah Manuchehr en deze verheft Sam tot heer van Kabol, Danbar, Mai, India, de Chinese Zee tot de Zee van Send en van Zavolestan tot Bost.

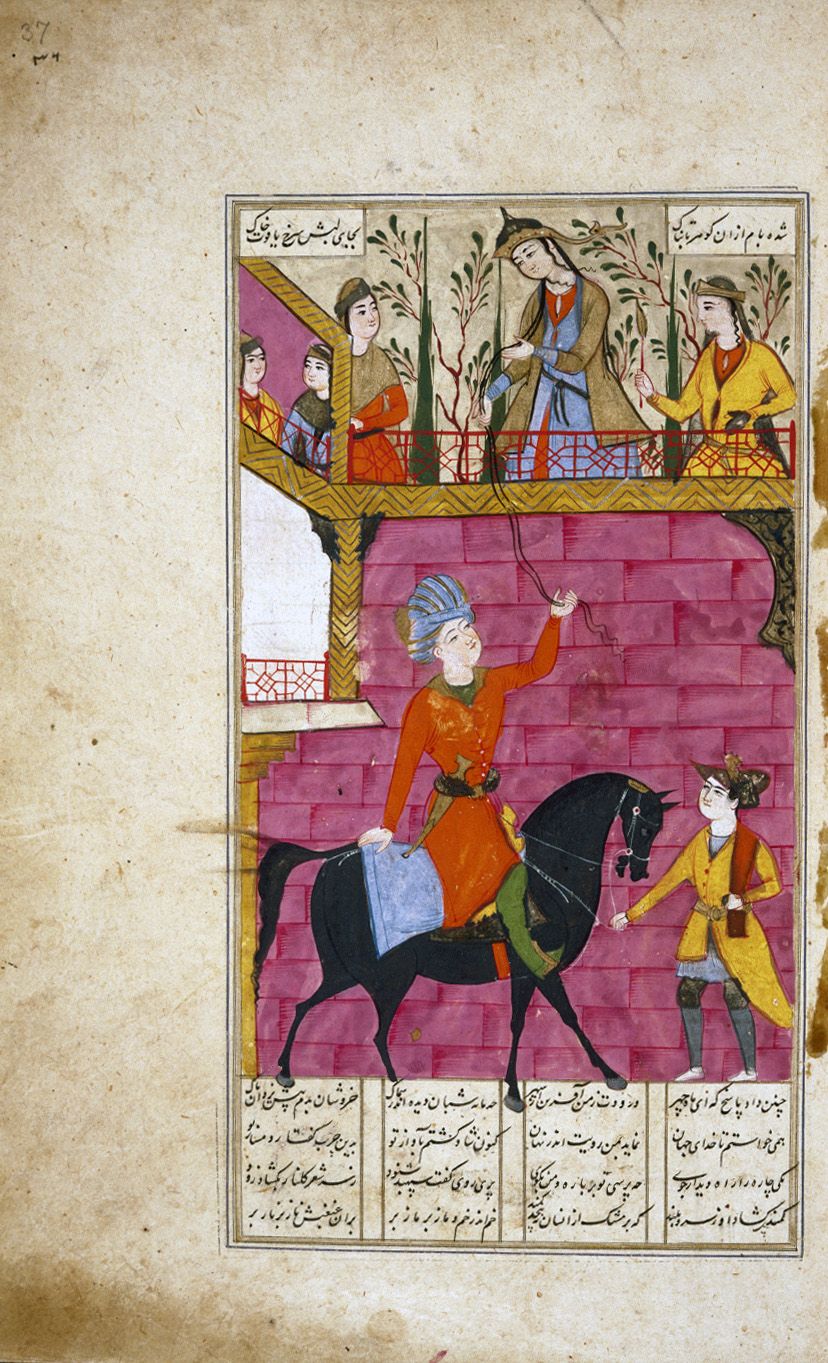
Zal ontmoet Rudabeh

Zal huwt met Rudabeh, de dochter van Mehrab, de koning van Kabol en zijn vrouw Sindokht. Rostam wordt geboren en een veer van de Simurgh helpt bij de bevalling.
Sam overlijdt en Afrasyab, de aanvoerder van het vijandelijke Turan, stuurt Shamasas en Khazbaran met dertigduizend ruiters naar Zavolestan. Zelf rukt Afrasyab op tegen Dehestan, waar Qaren het Perzische leger heen heeft gebracht ter verdediging van het land. Zal doodt Khazbaran en Shamasas vlucht. Koning Nozar, de opvolger van Manuchehr, wordt door Afrasyab gedood. Nozars zonen Tus en Goshtam gaan naar Zal, die een aanval op Afrasyab voorbereidt. Zals leger trekt op naar Amol en Keshvad weet de Perzische gevangenen uit Sari te bevrijden. Zal leidt zijn troepen naar Pars, waar Afrasyab zich in de stad Rey heeft gevestigd. Zal kiest Zav tot nieuwe sjah en na acht maanden wordt er een vrede getekend. Zal zoekt een geschikt paard voor zijn zoon Rostam. Rostam kiest Rakhsh uit. Zav wordt na vijf jaar door Kay Qobad opgevolgd.
Als Kay Kavus, de opvolger van Kay Qobad een inval in Mazanderan overweegt, probeert Zal het hem tevergeefs uit het hoofd te praten. Kay Kavus wordt door de koning van Mazanderan gevangen genomen en Rostam moet hem redden. 
Tijdens de heerschappij van Kay Kavus krijgt Rostam een zoon, maar hij heeft hem nooit gezien. Als Rostam een jonge aanvoerder van het Turaanse leger doodt, blijkt deze zijn eigen zoon Sohrab te zijn. Rostam brengt het lichaam van zijn zoon naar Zal in Zavolestan.
Kay Khosrow volgt Kay Kavus op, gevolgd door Lohrasp en Goshtasp. Esfandyar, de zoon van Goshtasp, neemt het op tegen Rostam. Rostam keert zwaar gewond naar Zal terug en samen gaan ze die nacht naar een bergtop om de Simurgh op te roepen met Zals tweede veer. Als Zal de veer in het vuur houdt verschijnt de Simurgh. De Simurgh trekt de pijlpunten uit de lichamen van Rostam en Rakhsh en geneest met zijn veren de wonden. De vogel toont Rostam een tamarisk en van een van de takken snijdt Rostam een pijl, de punt doopt hij in wijn. Met deze pijl weet hij de volgende dag Esfandyar te doden. Maar daarmee roept hij het noodlot over zich af, want wie Esfandyar doodt zal volgens een voorspelling zelf onherroepelijk omkomen. Esfandyar vroeg in zijn laatste woorden Rostam om zijn zoon Bahman Ardeshir op te voeden.
Zal heeft bij een slavin een zoon, Shagad. Hij groeit op aan het hof van de koning van Kabol en wordt diens schoonzoon. Toch blijft Kabol schatting betalen aan Rostam. Dit zet kwaad bloed bij Shagad en samen met de koning van Kabol verzint hij een list om Rostam van het leven te beroven. Er worden putten gegraven op het jachtterrein en speren en zwaarden in de bodem gestoken. Als Rostam, zijn broer Zavareh en andere Perzen erdoorheen rijden, vallen ze in de dodelijke putten. Vóór hij sterft weet Rostam zijn halfbroer Shagad met twee pijlen aan een holle boom te spiesen. Zo is Zal zijn zonen verloren.
Zals leed is hiermee nog niet ten einde. Bahman Ardeshir ontpopt zich tot een wreker van zijn vader Esfandyar, doodt Rostams zoon Faramarz, plundert Zavolestan en zet Zal vast in ketens. Bahmans adviseur Pashutan geeft gelukkig de raad tot bedaren te komen en Zal wordt uit de gevangenis bevrijd. 
In de verdere geschiedenis van de Shahnameh wordt niets meer van Zal of zijn vrouw Rudabeh vernomen. Bahman Ardeshir wordt door Darab en Dara opgevolgd. Vervolgens begint het tijdperk van Sekander (Alexander de Grote).